# Peter Hüppeler
Peter Hüppeler (* 9. Januar 1913; † 10. November 1944 in Köln-Ehrenfeld) war ein deutscher kommunistischer Widerstandskämpfer gegen den Nationalsozialismus als Mitglied der Ehrenfelder Gruppe und Opfer des Faschismus.

## Leben
Hüppeler gehörte zu den kommunistisch motivierten Mitgliedern der Ehrenfelder Gruppe, an der auch Mitglieder der Edelweißpiraten, Wehrmachtsdeserteure, untergetauchte Juden und entlaufene Zwangsarbeiter beteiligt waren. Als die Gruppe Ende September bzw. Anfang Oktober 1944 aufflog, gehörte auch Hüppeler zu den Verhafteten. Zusammen mit insgesamt 13 Personen, darunter einigen Jugendlichen, wurde er in der Hüttenstraße von der Gestapo ohne richterliches Urteil durch öffentliches Hängen hingerichtet. Etwa 400 Personen sollen als Schaulustige der Hinrichtung beigewohnt haben.
Noch lange nachdem das NS-Regime beseitigt war, galten die Mitglieder der Ehrenfelder Gruppe im öffentlichen Bewusstsein als Kriminelle, weil sie bei ihren Aktionen der Sabotage und des Untergrundkampfes gegen das NS-Regime Waffen und anderes Material gestohlen und im Verlauf ihrer Festnahme bei einer Schießerei mit Gestapo und Polizei drei Personen getötet hatten.
Im Jahre 1963 stellten Angehörige von Hüppeler einen Antrag auf Anerkennung von Peter Hüppeler als politisch Verfolgten und Opfer des Faschismus. Der damalige Kölner Regierungspräsident lehnte ihren Antrag ab und erklärte:

„[…] Der verstorbene Verfolgte erfüllt offensichtlich nicht die Anspruchsvoraussetzung des § 1 BEG. Hiernach ist nur Verfolgter, wer aus Gründen politischer Gegnerschaft gegen den Nationalsozialismus oder aus Gründen der Rasse, des Glaubens oder Weltanschauung durch nationalsozialistische Gewaltmaßnahmen verfolgt wurde und hierdurch einen Schaden erlitten hat. 
Wenn auch der Zeuge Heinrich Schneider […] angibt, daß der Verfolgte ein politischer Gegner des NS-Regimes gewesen sei, so kann doch aus dem vorgetragenen Sachverhalt geschlossen werden, daß der Erblasser der als Verbrecherbande bekannten ‚Ehrenfelder Clique‘ angehörte. Diese Bande hatte in Köln-Ehrenfeld den Ortsgruppenleiter Soentgen, den Polizei-Inspektor Schiefer und den Nachtwächter Klockenberg ermordet und außerdem eine Reihe schwerer Diebstähle und Raubüberfälle begangen […]“

Erst seit 1972 bahnte sich ein Umschwung in der öffentlichen Beurteilung der damaligen Vorgänge an. 1984 ehrte die israelische Gedenkstätte Yad Vashem einige der Ermordeten mit der Ernennung als „Gerechte unter den Völkern“. Es dauerte dann noch bis 1991, als in weiteren vier Jahren alle Überlebenden der Gruppe mit dem Bundesverdienstkreuz ausgezeichnet wurden.